# Stefan Bräuler

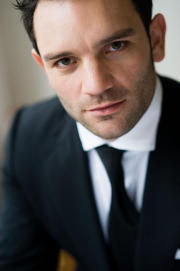
Stefan Bräuler

Stefan Bräuler (* 20. Februar 1978 in München) ist ein deutscher Schauspieler und Synchronsprecher.

## Leben
Stefan Bräuler studiert zunächst bis 2001 Rechtswissenschaften mit Nebenfach Psychologie in München. Von 2001 bis 2004 absolvierte er am Schauspielstudio Gmelin in seiner Heimatstadt sowohl sein Schauspielstudium als auch eine Gesangsausbildung im klassischen Fach (Bass). Ab 2004 war er festes Ensemblemitglied am Stadttheater Regensburg, darüber hinaus hatte er Auftritte am Theater Weilheim, am Landestheater Schwaben in Memmingen, am Stadttheater Fürth (2007) im Rahmen der Bayerischen Theatertage, am E.T.A.-Hoffmann-Theater in Bamberg und am Theater Ingolstadt.
Von 2009 bis 2011 war Bräuler an den Uckermärkischen Bühnen Schwedt engagiert und war dort unter anderem als Clyde, Mephisto und Biff zu sehen.
Seit 2017 hört man ihn in seiner neuen Rolle als Son Goku in der Serie Dragon Ball Super.

## Theaterauftritte
- 2003: Hotel zu den zwei Welten
- 2004: A Midsummernights Dream, Orestie, Räuber Hotzenplotz
- 2005: Winterwärme[4], Peer Gynt, Mutter Courage, Der zerbrochne Krug[5] (als Ruprecht), Das Dschungelbuch
- 2006: Weibsteufel, Hexenjagd, Don Camillo, Maske in Blau, Goldbergvariationen von George Tabori[6] (als Japhet)
- 2007: Maria Magdalena[7] (als Karl), Kleiner Mann was nun?[8], Cyrano de Bergerac
- 2008: Penthesilea[9]
- 2009: Crash[10], Bonnie and Clyde, Noch ist Polen nicht verloren, Mord auf offener Bühne[11]
- 2010: Tod eines Handlungsreisenden, Faust I + II, Die Feuerzangenbowle

## Filmografie
- 2004: Tag der Arbeit (Regie: Manuel Socher-Jukic)
- 2005: Der Vollstrecker (Regie: Erik Grun)
- 2006: Almrausch (Regie: Erik Grun)
- 2007: SOKO 5113 – Blutsbrüder (Fernsehserie, Regie: Markus Ulbricht)
- 2009: Apology (Kurzfilm, Regie: Costa Kalogiros)